# Escut de Castellnou de Bages

Escut oficial de Castellnou de Bages

L'escut de Castellnou de Bages està representat per un lleó com a senyal tradicional del poble de Castellnou de Bages que ja apareix almenys des de 1876. Es desconeix quina relació té amb la localitat.

## Escut heràldic
L'escut té el següent blasonament oficial:
| « | Escut caironat: de sinople, un lleó d'or lampassat i armat de gules. Per timbre una corona mural de poble. | » |

Va ser aprovat el 26 d'abril de 1989 i publicat al DOGC el 17 de maig del mateix any amb el número 1143.

## Bandera de Castellnou de Bages
La bandera de Castellnou de Bages té la següent descripció oficial:
| « | Bandera apaïsada, de proporcions dos d'alt per tres de llarg, verda amb un lleó d'altura 7/9 de la del drap, posat equidistant de les vores superior i inferior i a 2/10 de la vora de l'asta, groc amb les ungles i llengua vermelles. | » |

Va ser aprovada el 26 de maig de 2006 i publicada en el DOGC el 22 de juny del mateix any amb el número 4660.